# Schmalenberg (Grünheide (Mark))
Schmalenberg ist ein bewohnter Gemeindeteil der Gemeinde Grünheide (Mark) im Landkreis Oder-Spree in Brandenburg.

## Geografische Lage
Der Wohnplatz liegt rund 2,4 km südöstlich des Gemeindezentrums in einem Waldgebiet. Nördlich fließt die Löcknitz von Osten kommend in westlicher Richtung vorbei; im Süden verläuft die Bahnstrecke Berlin–Frankfurt (Oder). In rund 1,8 km Entfernung befindet sich nordöstlich von Schmalenberg mit Klein Wall ein weiterer Wohnplatz der Gemeinde.

## Geschichte
Im Jahr 1798 entstand im Rüdersdorfer Forst das Vorwerk Schmallenberg. Dort lebten zehn Personen: ein Büdnerhof und ein Einlieger, die zwei Feuerstellen (=Haushalte) betrieben. Drei Jahre später waren es schon zwei Büdner und zwei Einlieger mit 20 Personen. Allerdings ging die Zahl der Einwohner auf nur noch sieben im Jahr 1817 zurück. Im Jahr 1824 entstand weiterhin ein Forsthaus, das 1860 zum Forstgutsbezirk Rüdersdorf gehörte und aus einem Wohn- und einen Wirtschaftsgebäude bestand, in dem sechs Personen lebten (1858). Das Vorwerk selbst bestand aus je zwei Wohn- und Wirtschaftsgebäuden mit zwölf Personen und wurde vom Dritten Heidedistrikt aus verwaltet.
Im Jahr 1927 bestanden Vorwerk und Forsthaus. Das Forsthaus, das von 1899 bis 1918 zur Oberförsterei Erkner gehörte, kam 1929 zur Gemeinde Werlsee, die später in Grünheide (Mark) umbenannt wurde. Dort gab es 1932 ein Vorwerk und Forsthaus Schmalenberg, die 1957 zum Wohnplatz der Gemeinde wurden. Im Jahr 1969 existierte dort die Revierförsterei Schmalenberg, die zum staatlichen Forstwirtschaftsbetrieb Hangelsberg gehörte.

## Kultur und Sehenswürdigkeiten
- Das Forsthaus mit Stallgebäude und Scheune steht unter Denkmalschutz.